# Махмуд аль-Мунтасир
Махмуд аль-Мунтасир (араб. محمود المنتصر‎; 1903, Мисрата, Османская Триполитания — сентябрь 1970, Триполи, Ливия) — ливийский государственный деятель, премьер-министр Королевства Ливия (1951—1954 и 1964—1965). Отец министра иностранных дел Ливии Омара Махмуда аль-Мунтасира и дедушка ливийского футболиста Джехада Мунтасира.

## Биография
Махмуд аль-Мунтасир был потомком семьи аль-Мунтасир, древней известной семьи из Мисураты; его предки были из племени кувафи.
В ноябре 1950 года, когда члены «Национальной ассоциации» встретились в первый раз с целью подготовки ливийской конституции, Аль-Мунтасир был одним из делегатов от Триполитании. В марте 1951 года ему было поручено сформировать правительство этой провинции, а к концу месяца было предложено сформировать временное федеральное правительство Ливии.
После провозглашения в конце декабря 1951 года независимости страны Махмуд аль-Мунтасир стал первым премьер-министром Ливии. Одновременно — министр иностранных дел Королевства Ливия (1951—1954). Обратившись к Египту и создав угрозу отказа от западных военных баз в Ливии, сумел добиться от Великобритании выплаты 2,75 млн фунтов стерлингов за сохранение военных баз на территории страны. Подал в отставку в феврале 1954 года и был назначен послом в Великобритании.
В 1964—1965 годах вновь занимал должность премьер-министра Королевства Ливия. В феврале 1964 года президент Египта Гамаль Абдель Насер обрушился с критикой по поводу размещения западных баз в Ливии, сказав о том, что они представляют угрозу для всей арабской нации. Руководство Ливии приняло решение о немедленных переговорах с США и Великобританией об их выводе с территории страны, однако после того как Соединенные Штаты оказали давление на Насера эти переговоры были приостановлены.
После ухода в отставку в марте 1965 года по состоянию здоровья был назначен начальником королевского офиса.
После переворота 1 сентября 1969 года был арестован, умер в тюрьме в 1970 году. Существует неподтверждённая версия о самоубийстве Махмуда аль-Мунтасира.